# Ar-Rum
Ar-Rum (arabisch الروم ar-Rūm ‚Die Byzantiner‘; von persisch Rūm, „Rom“, „Ostrom“) ist die 30. Sure des Korans, sie enthält 60 Verse. Ihr Titel bezieht sich auf den zweiten Vers. Die Verkündigung der Sure fällt in die dritte mekkanische Periode (620–622), mit Ausnahme des Verses 17, der Angaben zum Pflichtgebet enthält und daher von einigen Autoren als medinisch angesehen wird.
Die Bezeichnung ar-Rum „die Römer“ bezieht sich auf die Bewohner Ostroms, also auf die Byzantiner. Der Beginn der Sure weist auf das wechselnde Kriegsglück in den römisch-persischen Kriegen hin: Auf Niederlagen der Byzantiner, die im Jahr 613 Damaskus und im Jahr 614 Jerusalem an die Perser verloren, folgte ab 622 ein erfolgreicher Feldzug des byzantinischen Kaisers Herakleios, der 627 mit einem großen Sieg in der Schlacht bei Ninive endete.
Der Koran kommentiert und erläutert dieses Geschehen aus der Sicht der Gläubigen. Daraufhin folgen Themen, die bereits von anderen Suren her bekannt sind: Monotheismus, Schöpfung von Mann und Frau, Allmacht Gottes und seine Fähigkeit, die Toten auferstehen zu lassen, Blindheit der Menschen und Warnungen vor der „Stunde“, d. h. vor dem Jüngsten Tag.